# Friedrich Teutsch
Friedrich Teutsch (Segesvár, 1852. szeptember 16. – 1933. február 11.) teológiai és bölcseleti doktor, egyháztörténész, erdélyi szász evangélikus püspök.

## Élete
Apja, Georg Daniel Teutsch püspök, egész életpályájára nagy hatással volt. Középiskoláit szülővárosában végezte 1869-ben. Miután Nagyszebenben a jogot hallgatta, 1870-ben a heidelbergi egyetemre ment, ahol teológiát és történelmet tanult. 1872. húsvéttől Lipcsében az egyetemen három félévet töltött; a negyedik tanulmányi évre Berlinbe ment, ahol Wilhelm Wattenbach és Heinrich Treitschke voltak tanárai. Mielőtt hazájába visszautazott, Heidelbergben nyert bölcseletdoktori oklevelet. Nagyszebenben 1876. szeptember 1-jétől a tanítóképző intézetnek tanára és 1889. május 17-étől igazgatója lett és az intézetnek országos szemináriummá való átalakításán közreműködött. 
1896-ban nagycsűri pap lett. Atyja halála (1893) után a Verein für siebenbürgische Landeskunde elnökévé, 1903. december 10-én a nagyszebeni evangélikus egyházközség pedig papjának választotta és 1904. január 14-én beiktatta; 1899-ben atyja szobrának Nagyszebenben történt leleplezése alkalmával a jenai egyetem a teológia tiszteleti doktorának választotta; augusztus 29-én püspökhelyettes, majd püspök lett. 1917. szeptemberében Nagyszebenben személyesen találkozhatott II. Vilmos német császárral, akit a magyarokra panaszkodva tájékoztatott az erdélyi szászok helyzetéről.
1900 szeptemberében a Gustav Adolf egyesület közgyűlése Königsbergben 9 évre központi elnökének választotta. Tagja volt a szász nemzeti egyetemnek, a kerületi és országos konzisztóriumnak.

## Művei
- A Pallas nagy lexikonában Szeben vármegye és Nagyszeben története
- Die «Unionen» der ständischen «Nationen» in Siebenbürgen his 1542. Inauguraldissertation zur Erlangung der philos. Doctorwürde an der Univarsität Heidelberg. Hermannstadt, 1874
- Die Art der Ansiedelung der Siebenbürger Sachsen. Stuttgart, 1895 (Forschungen zur deutschen Landes- und Volkskunde IX. Bd.)
- Die siebenbürgisch-sächsischen Schulordnungen 1543–1883. Mit Einleitung, Anmerkungen und Register. Berlin, 1888., 1892. Két kötet. (Monumenta Germaniae Paedagogica VI., XIII.)
- Bilder aus der vaterländischen Geschichte. Herausgegeben. Hermannstadt, 1895., 1899. Két kötet. (Többek közreműködésével).
- Kurze Mitteilungen über die Volksschule der Siebenb. Sachsen. Hermannstadt, 1896
- Kalender des Siebenb. Voksfreundes. N. F. Jahrgänge 1896. u. f. Hermannstadt. (A Schullerussal)
- Stille Jahre 1805–1830; Die Sachsen im J. 1848–49V Um und Vorschau. Drei Voträge. Hermannstadt, 1896
- Rede zur Eröffnung der 50. Generalversammlung des Vereins för siebenbürgische Landeskunde. Hermannstadt, 1898 (Különny. az Archivból)
- Denkrede auf Albert Arz von Straussenburg, gehalten zur Eröffnung der 52. General-Versammlung des Vereins für siebenbürgische Landeskunde am 26. Aug. 1901. Hermannstadt. Hermannstadt, 1901
- Von dem Arbeitsfeld der evangelischen Kirche A. B. in Siebenbürgen. Vortrag gehalten bei der 55. hauptversammlung des evang. Vereins der Gustav Adolf-Stiftung in Cassel. Hermannstadt, 1902
- Samuel von Brukenthal. Rede bei der erinnerungsfeier in der Evang. Pfarrkirche A. B. in hermannstadt am 9. Apr. 1903. Hermannstadt
- Vorstellung des Landeskonsistoriums betr. den Volksschul-Gesetzentwurf. Hermannstadt, 1907
- Georg Daniel Teutsch. Geschichte seines Lebens. Nagyszeben, 1894. és 1909

### Magyarul
- Az erdélyi szászok letelepedésének módjáról; in: Az erdélyi szászok letelepedéséről; ford. Vágó Marianna; Orpheusz, Bp., 2010